# Adolph Jencquel
Adolph Jencquel (* 7. Dezember 1792 in Hamburg; † 8. Juni 1855 ebenda) war ein deutscher Unternehmer.

## Leben und Wirken
Adolph Jencquel war ein Sohn des vermögenden Hamburger Kaufmanns und Senators Jacob Hinrich Jencquel. Er absolvierte eine kaufmännische Lehre, während der er einige Zeit in Schweden und England verbrachte. Sein Vater ermöglichte ihm, ein eigenes Unternehmen zu gründen. Seit 1814 gehörte er der Freimaurerloge St. Johannes an. Dank einer Erbschaft und der großzügigen Mitgift, die seine Frau in die Ehe einbrachte, konnte Jencquel seine Geschäfte früh erweitern. Er erwarb Aktien der Assekuranz und investierte in eine Zigarrenfabrik.
Nachdem er sich verspekuliert hatte, verlor er Anfang der 1840er Jahre ein großes Vermögen, schaffte es jedoch mit Bodenspekulationen wieder zu wirtschaftlichem Erfolg. Dabei investierte er in die Hamburg-Bergedorfer Eisenbahn und insbesondere in die Erschließung des Stadtteils Hamburg-Uhlenhorst. Wie die Kaufleute August Abendroth und Carl Heine zahlte er 1837 80.000 Mark für die „Landunternehmung Uhlenhorst“, die sich kurz vor seinem Tod als äußerst erfolgreich erwies. Jencquel, der seit 1825 mit Emma, geborene Moller, verheiratet war, hatte acht Kinder. 
Von 1845 bis 1985 erinnerte die Adolphstraße im Stadtteil Uhlenhorst an den 1855 verstorbenen Kaufmann. Heute ist diese Straße nach dem ehemaligen Hamburger Bürgermeister Herbert Weichmann benannt.